# غار مرخداداد
غار مرخداداد مربوط به دوران پارینه‌سنگی میانه‌است و در شهرستان هرسین، بخش مرکزی، دهستان حومه، ۱/۲ کیلومتری جنوب غربی روستای الیاسوند سفلی واقع شده و این اثر در تاریخ ۲۶ اسفند ۱۳۸۷ با شمارهٔ ثبت ۲۵۴۳۴ به‌عنوان یکی از آثار ملی ایران به ثبت رسیده است.